# Dora Carrington
Dora de Houghton Carrington, född 29 mars 1893 i Hereford, Storbritannien, död 11 mars 1932 i Newbury i Berkshire, var en brittisk konstnär, knuten till Bloomsburygruppen.

## Biografi
Dora Carrington var dotter till järnvägsingenjören Samuel Carrington och hans hustru Charlotte Houghton. Hon föddes i Hereford nära gränsen till Wales och flera år senare flyttade familjen till Bedford.
Efter grundskolan började Carrington i Bedford High School, ett konstgymnasium. Hon var duktig i naturhistoria och hennes talang för teckning och målning var uppenbar. Flera år i rad fick hon Royal drawing Societys pris för bästa elev i teckning.
År 1910 började hon studera vid Slade School of Art vid University College, London. Många män uppvaktade Carrington, bland annat David Garnett, Roger Fry och Aldous Huxley, men hon avvisade äktenskap. Senare arbetade hon på Omega Workshops, ett designföretag. 1917 illustrerade hon två böcker för Hogarth Press med fyra träsnitt, Virginia Woolfs The Mark on the Wall och Leonard Woolfs Three Jews.

### Relation med Lytton Strachey

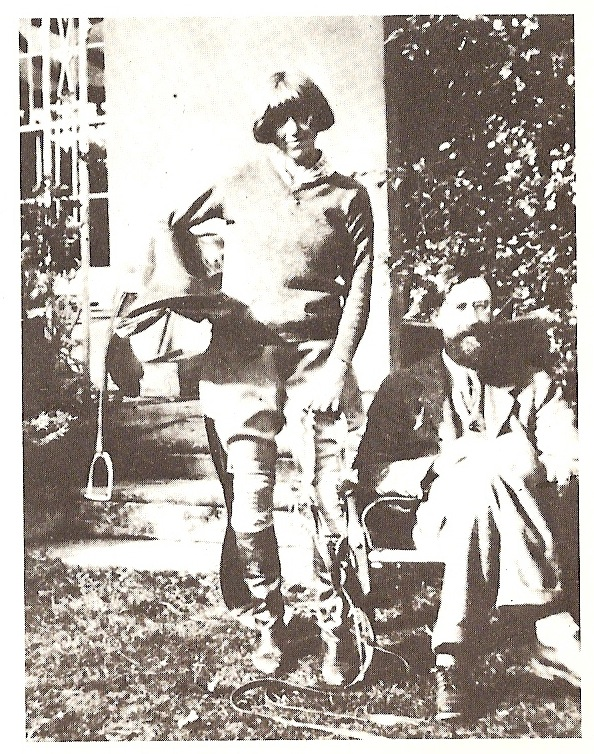
Dora Carrington och Lytton Strachey

År 1916 träffade Carrington författaren Lytton Strachey, vän till Leonard Woolf. Året därpå hyrde de kvarnen i Tidmarsh och flyttade ihop. Strachey var betydligt äldre och hon uppmuntrade hans sexuella läggning, han var öppet homosexuell. Sommaren 1918 träffade hon en vän till sin bror, Ralph Partridge och skrev om mötet till Strachey. Partrigde flyttade in i kvarnen och det utvecklade sig till ett Ménage à trois. Den 21 maj 1921 gifte sig Carrington med Partridge.
Strachey dog i cancer i januari 1932. Carrington begick självmord två månader senare.

## Verk (urval)

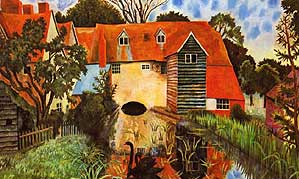
Kvarnen i Tidmarsh
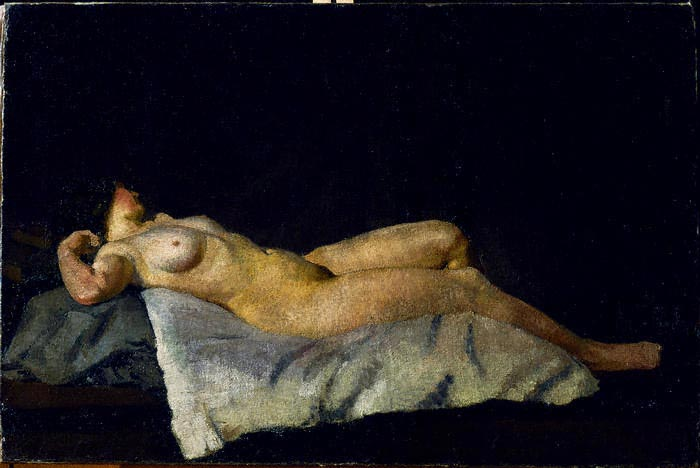
Nakenstudie, cirka 1912
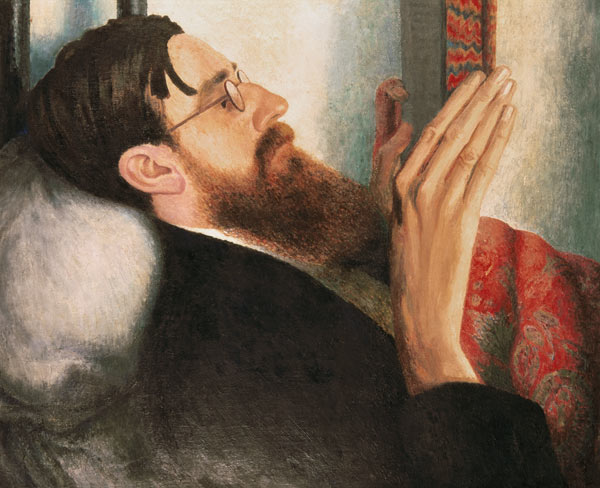
Lytton Strachey (1880–1932), cirka 1916
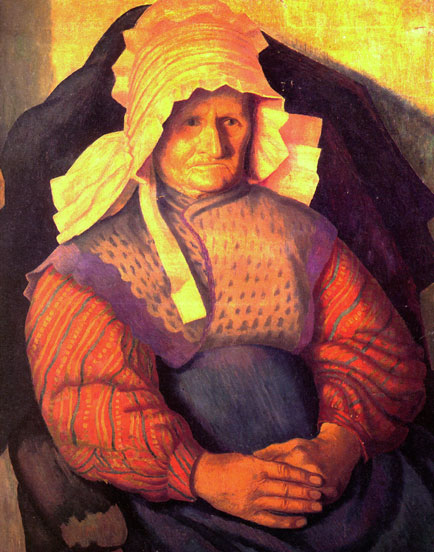
Mrs. Box, cirka 1919
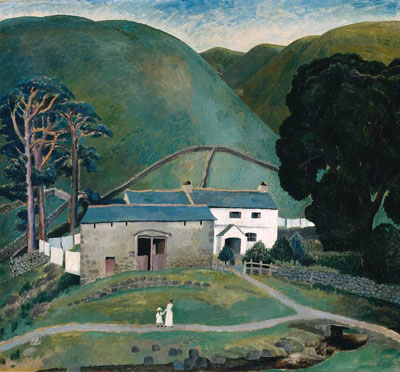
Byn Watendlath, norvästra England, cirka 1921

## Eftermäle
Dora Carringtons livshistoria finns skildrad i den brittiska filmen Carrington från 1995 med Emma Thompson i titelrollen. Den handlar främst om hennes innerliga kärleksförhållande till den homosexuelle brittiske författaren Lytton Strachey.